# تلبية الرغبة

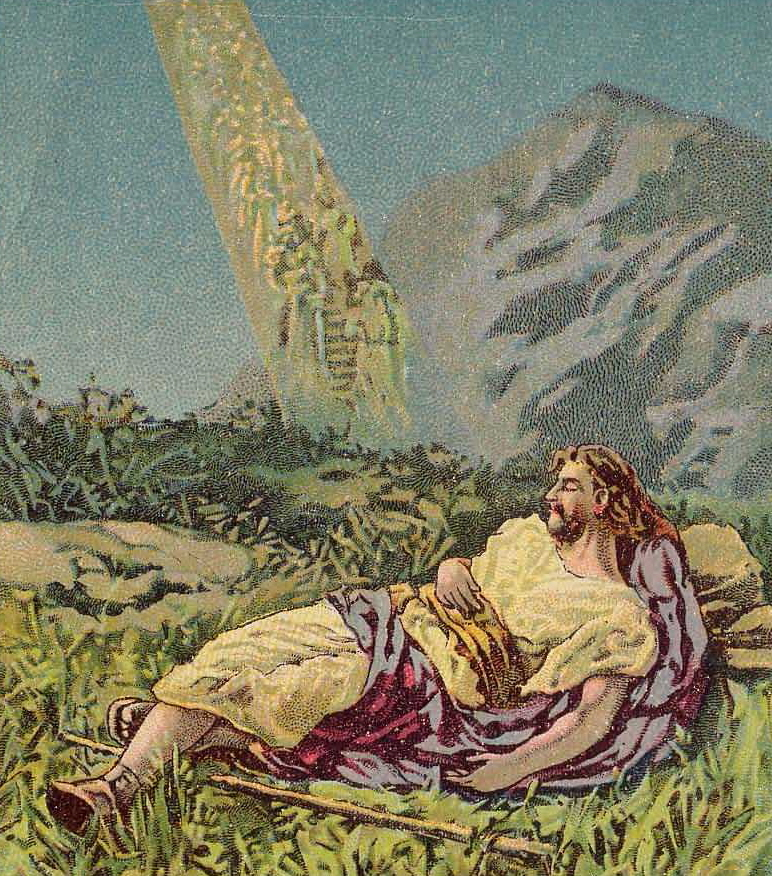

تلبية الرغبة (Wish fulfillment) هو إرضاء للرغبة من خلال عملية التفكير القسرية. قد تحدث تلبية الرغبة في المنام أو أحلام اليقظة، في سياق أعراض مرض عصبي (عصاب). أو في الهَلوسات التي تحدث في مرض الذُّهان.